# Heinrich Meyer
Heinrich Meyer, magyar nyelvű forrásokban Meyer Henrik (Großen-Buseck, 1842. augusztus 13. – Budapest, 1919. március 4.) baptista prédikátor és misszionárius.

## Élete
1842. augusztus 13-án született a németországi Grossbuschekben. Egész fiatalon tért meg, és ennek jeleként 1862. március 7-én Jakab Becker által bemerítkezett a frohnhauseni gyülekezetben.
1867-ben Hamburgba költözött, ahol csatlakozott Johann Gerhard Oncken akkor már népes gyülekezetéhez. Missziómunkásként Oroszországban tevékenykedett a Fekete-tenger környéki német iparosok között.
1870-ben Ogyesszában Carl Ondra łódźi lelkipásztor avatta fel a lelkipásztori tisztségre.
1871-ben Galacban működött, 1872-től a Brit és Külföldi Bibliatársulat könyvárusaként dolgozott.
1873. március 6-án Budapestre került, és azonnal lendületes missziómunkába kezdett, és még abban az évben vasárnapi iskolát alapított a gyermekek részére. Kitartó munkája nyomán négy személy elfogadta Jézus Krisztust élete megváltójaként, őket 1874. december 27-én Budapesten merítette be.
Ennek következtében 1875. május 1-jén a bibliatársulat elbocsátotta munkájából, mivel a szabályzat világosan meghatározta, hogy a Biblia terjesztésével tilos volt személyes bizonyságtétel és hitvallás ismertetése. Anyagi gondjai miatt sem adta fel elhívását. Ezután Pesten és vidéken mind több helyen hirdette az igét, végezte a tagok felvételét, a bemerítést és a gyülekezetek szervezését. Munkatársaival és feleségével együtt többször kegyetlen üldözésekben részesült, elsősorban Nagydisznódon, Újvidéken, a Szepességben, Budafokon, Budaörsön, Derecskén és Gyantán. A testi bántalmazásokon kívül pénzbírságot is kellett fizetnie, ezért bútorainak egy részét el kellett adnia.
Közben Budapesten az általa alapított Wesselényi utcai gyülekezet egyre jobban megerősödött és növekedett. Imaházépítésbe kezdtek, és a hazai gyülekezeteken kívül imaházépítési alapra gyűjtöttek szerte Európában: Londonban, Königsbergben, Skóciában, Hamburgban és Németország több gyülekezetében. 1887. augusztus 20-ára felépült az imaház. Ennek érdekessége, hogy az alapkőben elhelyezett oklevélben meghatározták, hogy a felépült imaházban csak német nyelven folyhatnak az igehirdetések. Mint később kiderült, a nemzetek és a történelem Ura, a mindenható Isten másképp gondolta ezt.
Gyülekezetszervező és evangelizáló munkája mellett küzdött a vallásszabadságért, és elsősorban Irányi Dániel képviselővel tartotta a kapcsolatot, aki az 1848-as szabadságharc egyik hőse volt. Irányi lelkesen kiállt a vallásszabadság ügye mellett. Küzdelmük egy ideig eredménytelennek látszott, mert az országgyűlés az államegyház befolyása alatt állt. Meyer Henrik, amikor kiderül, hogy csak magyar ember lehet egy államilag bejegyzett egyház vezetője, abbahagyta ez irányú erőfeszítéseit. A munka terhe és egészségi állapotának romlása miatt újabb lelkimunkások beállítására törekedett, és külföldi tanulmányokra küldött több erre alkalmas fiatalembert, például Udvarnoki Andrást és Balogh Lajost.
1894-ben a magyar baptista gyülekezetek önállósultak, és „Függetlenségi nyilatkozat”uk aláírásával kérték a központi, német gyülekezetből való elbocsátásukat. Meyer Henrik tiltakozott a magyarok önállósulása ellen, de nem állhatott útjába a természetes folyamatnak. A magyarok pedig felvették újra a Meyer által eldobott vallásszabadság ügyét és a baptista közösség elismertetéséért folyó harcot, ami ettől fogva megosztottsághoz vezetett. Külföldi missziós vezetők már 1908-ban javasolták Meyernek, hogy hagyja el Magyarországot.
Sok keserűség és küzdelem után Meyer 1909-től 1915-ig Németországban vállalt prédikátori szolgálatot. Onnan nyugdíjasként tért vissza Budapestre.

## Művei
- Gondolatok a vasárnapi-iskolai munkáról; Magyarországi Baptisták Könyvny., Budapest, 1913
- Önéletrajzom; szöveggond. Szabadi F. Gusztáv, ford. Fejér Gyula, jegyz. Szebeni Olivér, közrem. Almási Mihály; Jó Pásztor Alapítvány, Dömsöd, 2022